# Zvonice v Cholticích
Neobvyklá dřevěná zvonice v alpském stylu pocházející z roku 1863 se nalézá naproti hlavnímu vstupu do zámeckého areálu v městyse Choltice v okrese Pardubice. Zvonici postavil na základech starší vyhořelé zvonice na památku uzdravení své dcery v Alpách majitel zdejšího panství Theodor Thun. Zvonice je od 3. 10. 2001 chráněna jako nemovitá kulturní památka ČR.

## Popis
Zvonice v Cholticích je kombinovaná stavba sestávající ze zděného čtyřbokého přízemí - pozůstatku původní zvonice pocházející ze 17. století, která v roce 1848 vyhořela. Na tomto přízemí je vztyčena užší dřevěná stavba, kónicky se zužující, členěná na dva stupně. Spodní část je zakončena stříškou vysazenou na dřevěných krakorcích a evokující ochoz.
Horní část zvonice - zvonové patro je přerušeno parapetní římsou těsně pod okny zvonice. Okna na všech stranách jsou obdélná, s dřevěnými žaluziemi, nad oknem směřujícím k zámku je tabulka s vročením 1863. Sedlová střecha mírného spádu je vynášena subtilními ozdobně vyřezávanými dřevěnými konzolami, s průhledem do krovu.
Zvonice byla v roce 2005 kompletně restaurována.

## Galerie

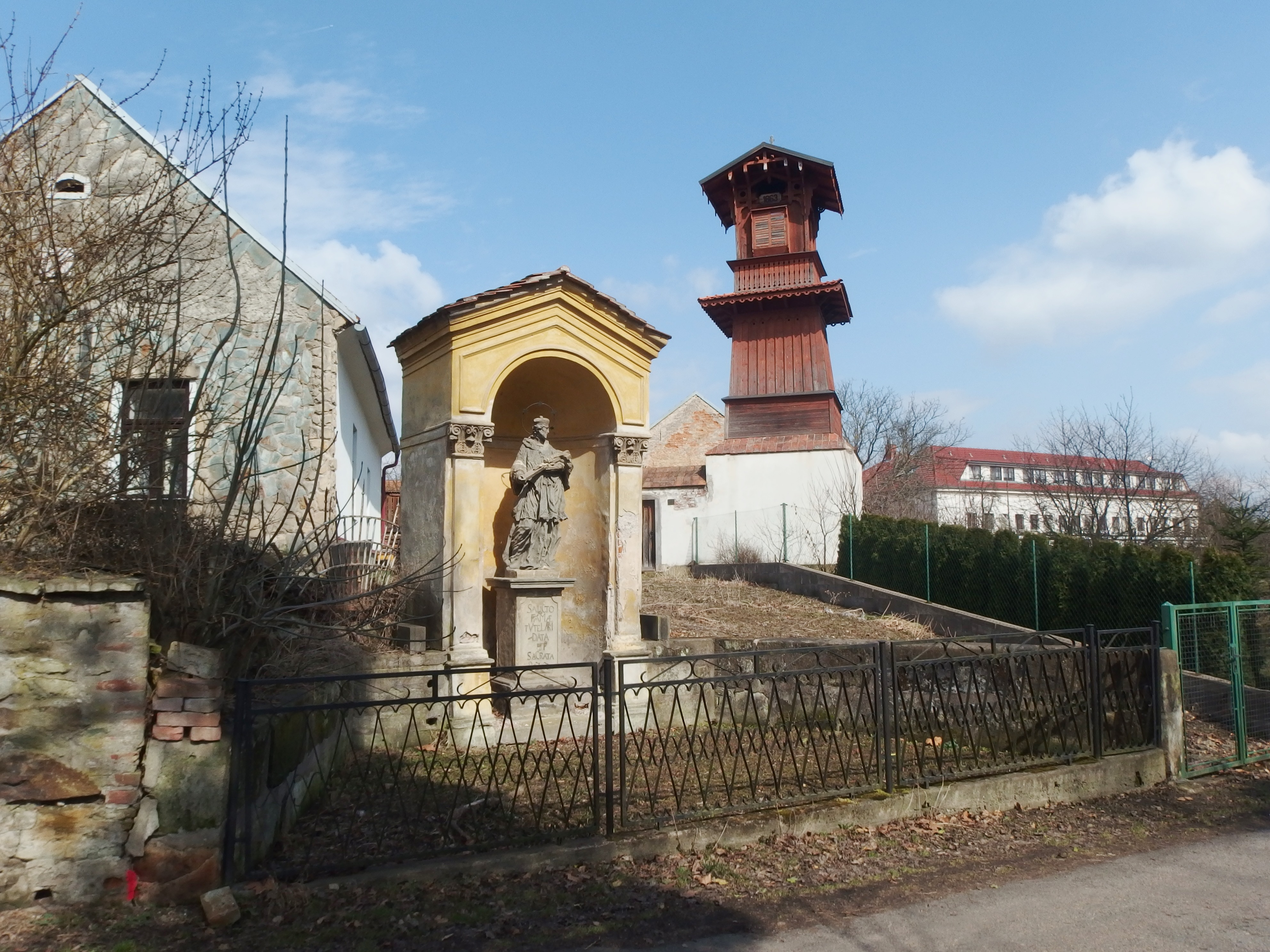
Tyrolská zvonice v Cholticích
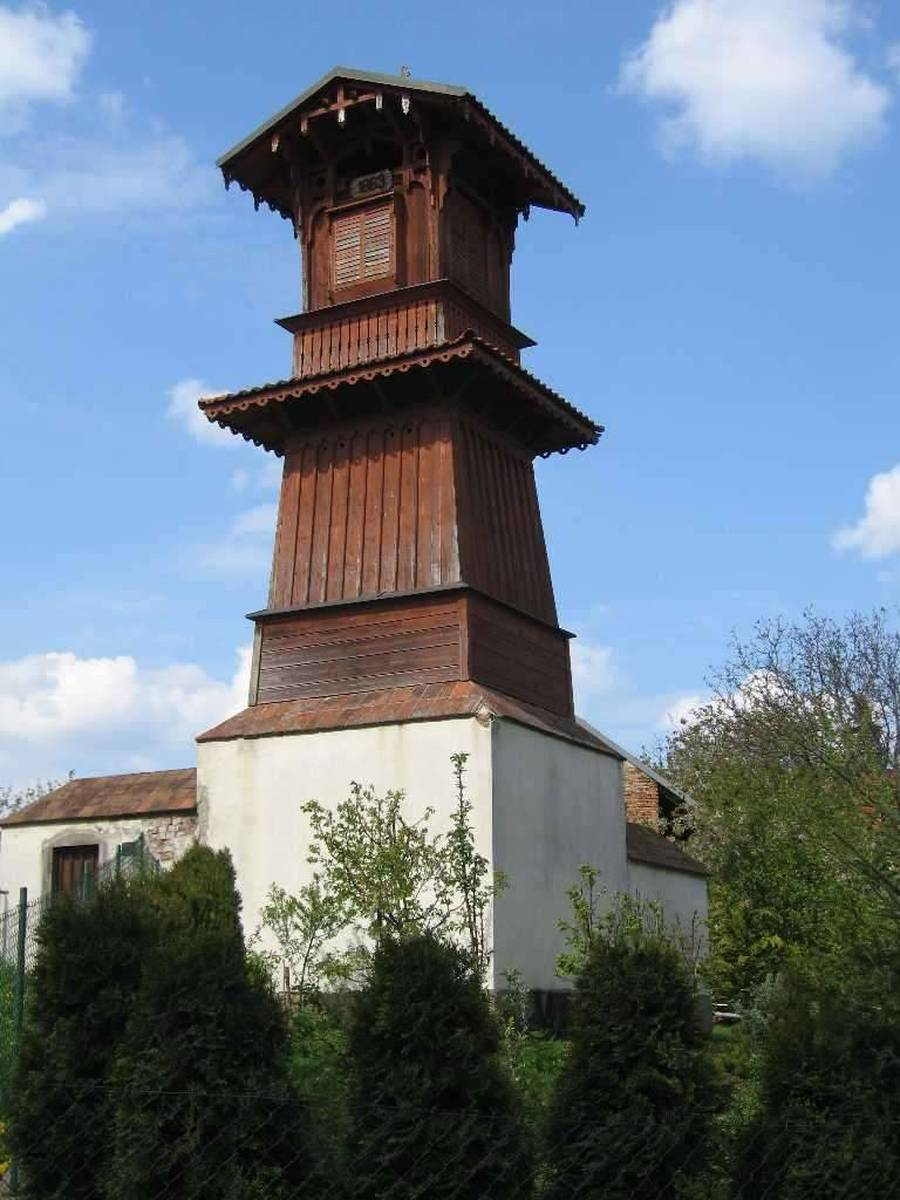
Tyrolská zvonice v Cholticích
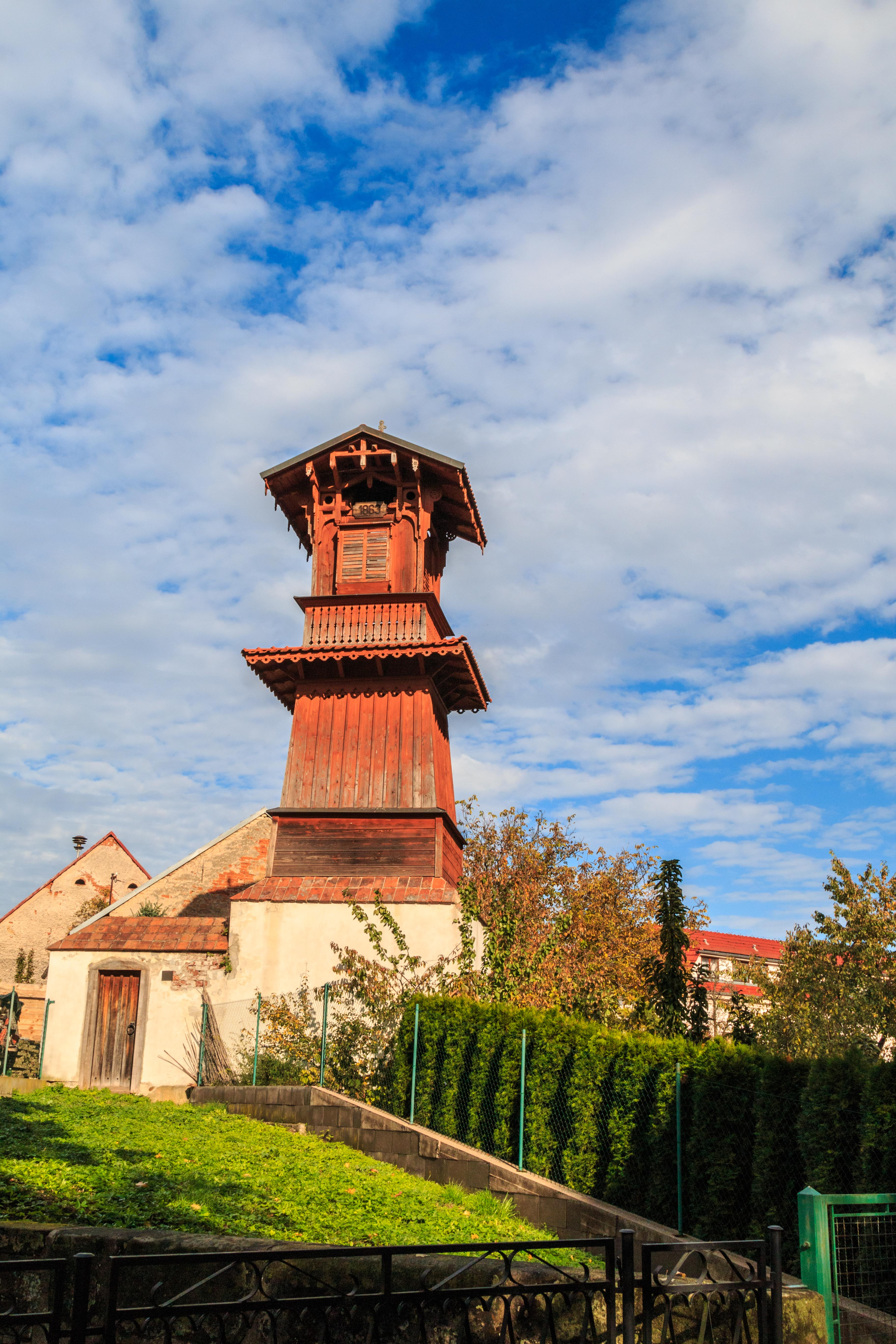
Tyrolská zvonice v Cholticích